# Ophiacanthidae
Famille
Les Ophiacanthidae sont une famille d'ophiures de l'ordre des Ophiacanthida.

## Liste des genres
Selon World Register of Marine Species (19 novembre 2018), cette famille comporte 254 espèces actuelles, réparties en 14 genres, plus une vingtaine de genres éteints :
- genre Ophiacantha Müller & Troschel, 1842 -- 135 espèces
- genre Ophialcaea Verrill, 1899 -- 2 espèces
- genre Ophientrema Verrill, 1899 -- 2 espèces
- genre Ophiocanops  Koehler, 1922 -- 3 espèces
- genre Ophiochondrus Lyman, 1869 -- 7 espèces
- genre Ophiohamus O’Hara & Stöhr, 2006 -- 1 espèce
- genre Ophiolebes Lyman, 1878 -- 13 espèces
- genre Ophiolimna Verrill, 1899 -- 6 espèces
- genre Ophiomitrella Verrill, 1899 -- 24 espèces
- genre Ophiomoeris Koehler, 1904 -- 4 espèces
- genre Ophioplinthaca Verrill, 1899 -- 33 espèces
- genre Ophioripa Koehler, 1922 -- 2 espèces
- genre Ophiosabine O'Hara & Thuy, 2022 -- 11 espèces
- genre Ophiosemnotes Matsumoto, 1917 -- 5 espèces
- genre Ophiurothamnus Matsumoto, 1917 -- 6 espèces
- genre Alternacantha Thuy & Meyer, 2012 †
- genre Dermacantha Thuy, 2013 †
- genre Dermocoma Hess, 1964 †
- genre Eolaxoporus Thuy, 2013 †
- genre Europacantha Thuy, 2013 †
- genre Geromura Thuy, 2013 †
- genre Hanshessia Thuy & Meyer, 2012 †
- genre Inexpectacantha Thuy, 2011 †
- genre Ishidacantha Thuy, 2013 †
- genre Juracantha Thuy, Marty & Comment, 2013 †
- genre Krohcoma Thuy, 2013 †
- genre Lapidaster Thuy, 2013 †
- genre Manfredura Thuy, 2013 †
- genre Ophiojagtus Thuy, 2013 †
- genre Ophioleviathan Thuy, 2013 †
- genre Ophiomalleus Thuy, 2013 †
- genre Ophiosternle Thuy & Schulz, 2012 †

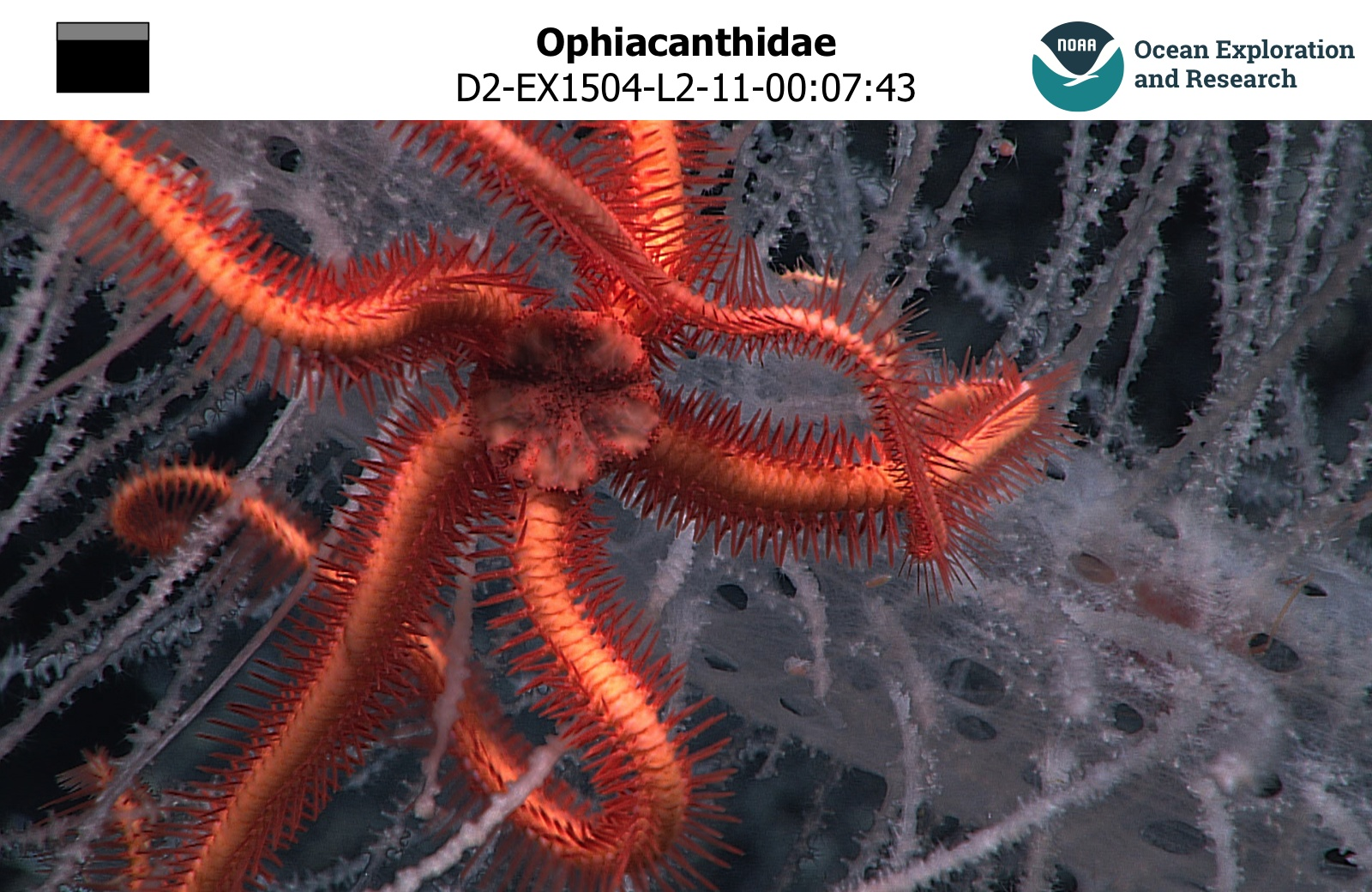
Une Ophiacanthidae abyssale observée au large d'Hawaï par la mission Okeanos Explorer.

- genre Reitneracantha Thuy, 2013 †
- genre Sabinacantha Thuy, 2013 †

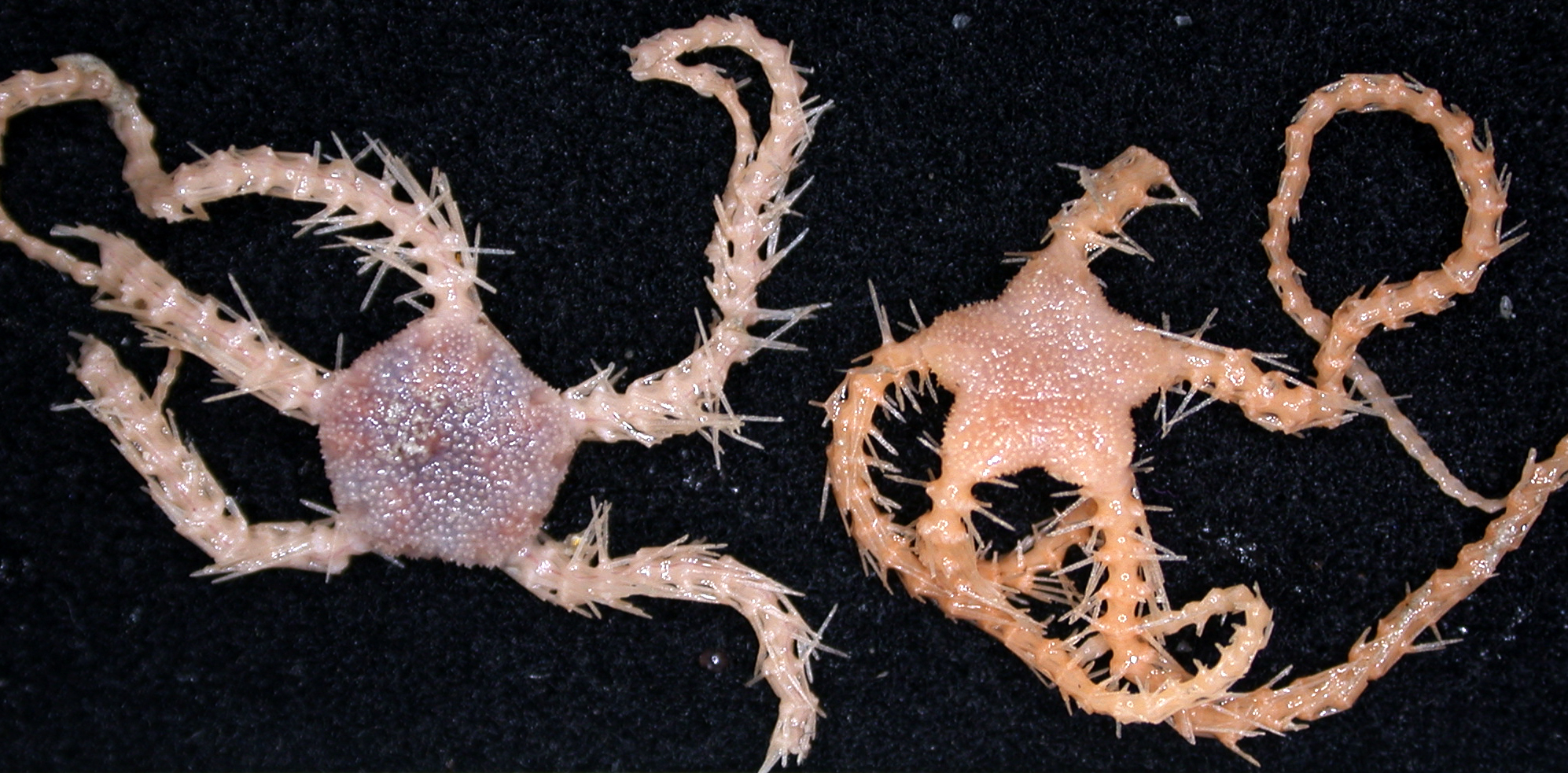
Une Ophiacantha non encore décrite.
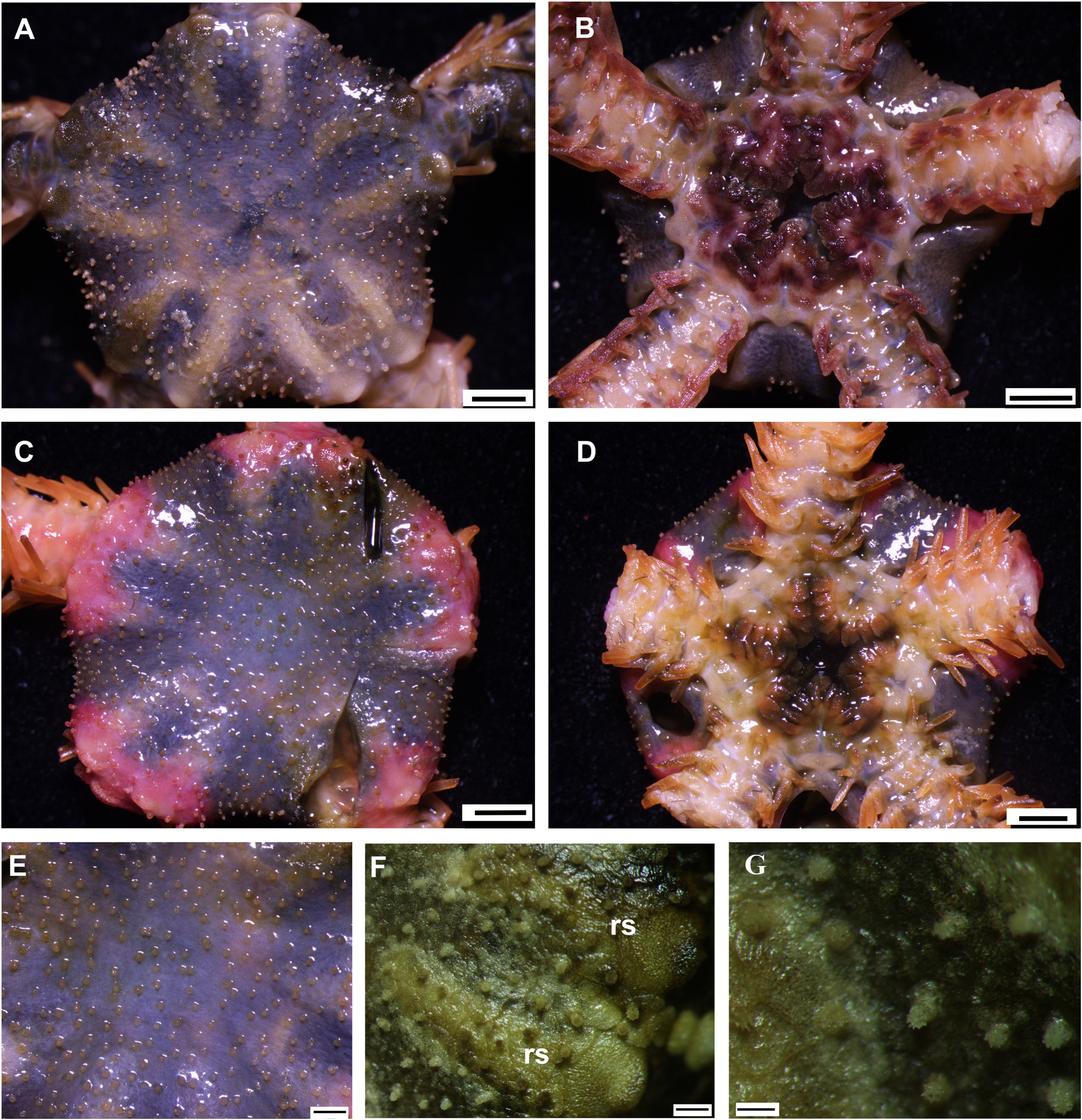
Ophientrema scolopendrica
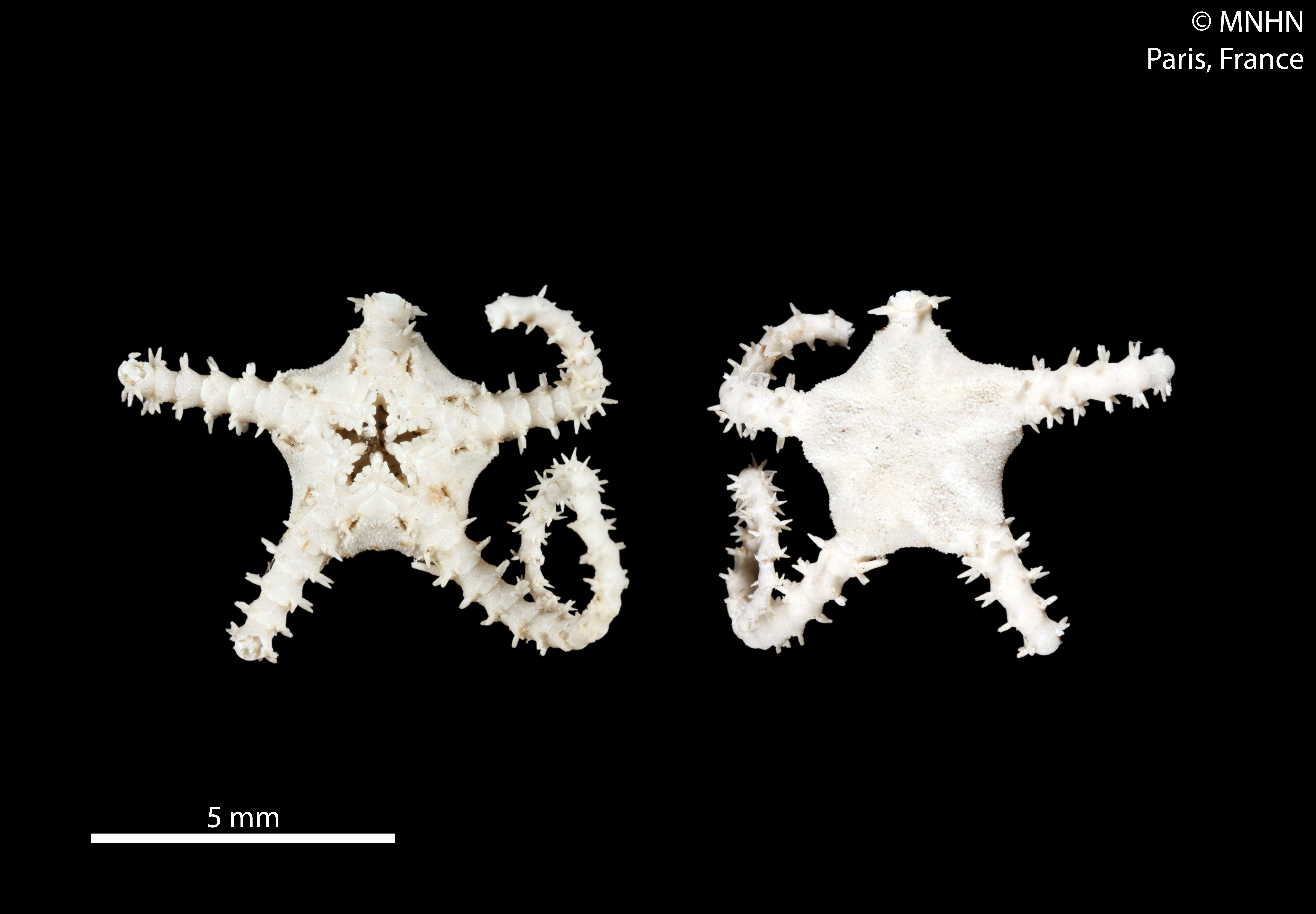
Ophiochondrus stelliger (MNHN).
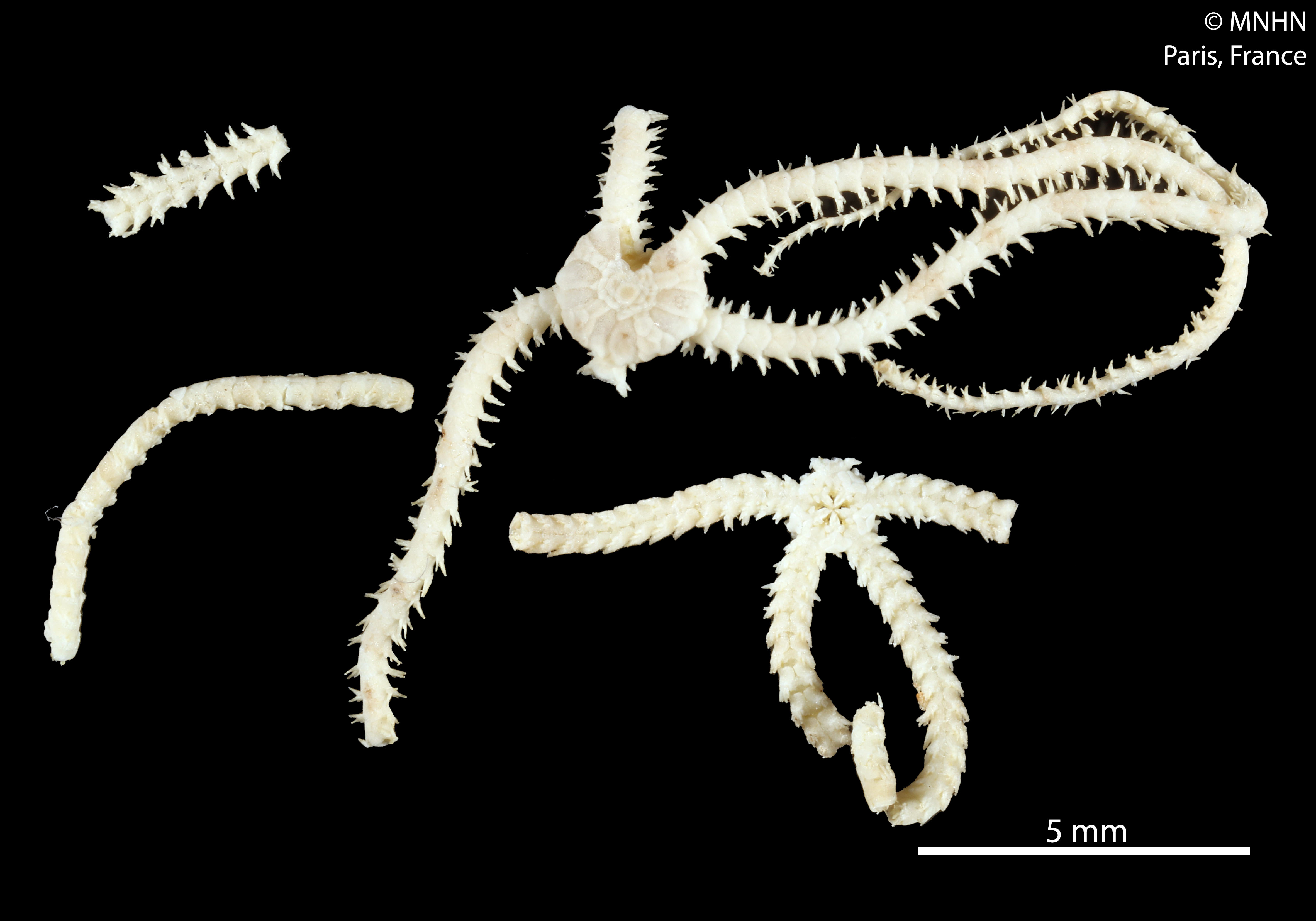
Ophiohamus nanus (MNHN).
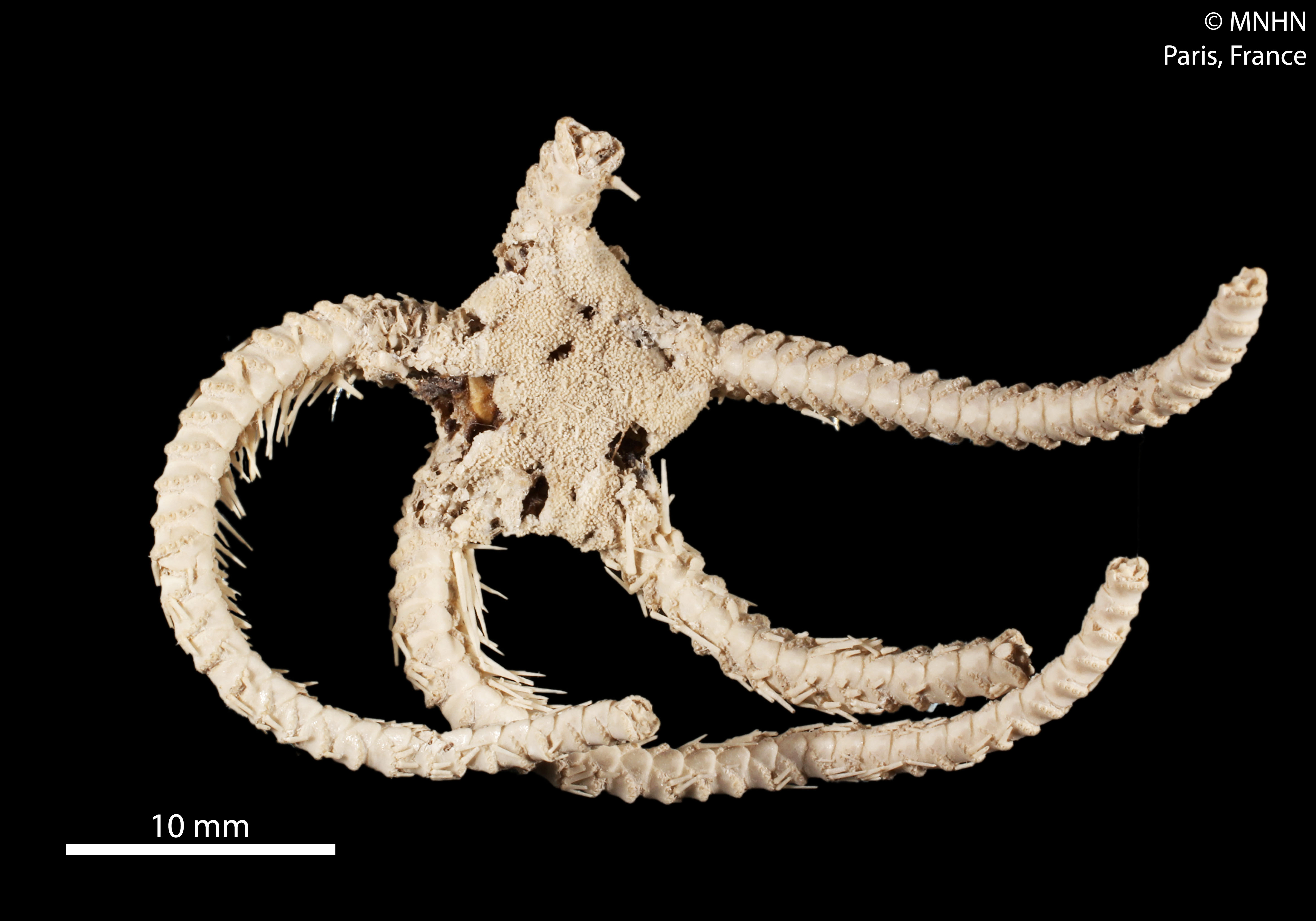
Ophiolimna bairdi (MNHN).
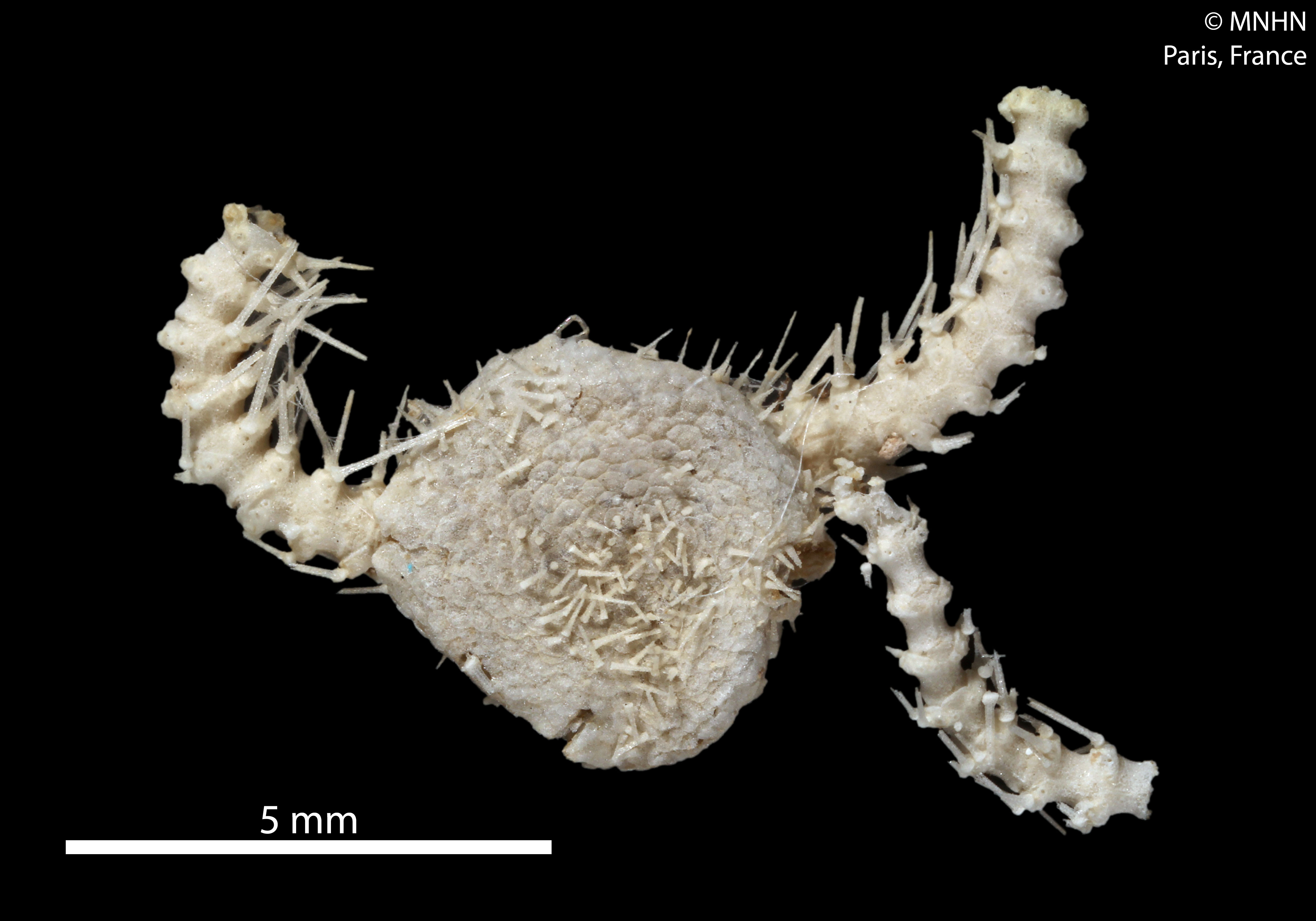
Ophiomedea duplicata (MNHN).
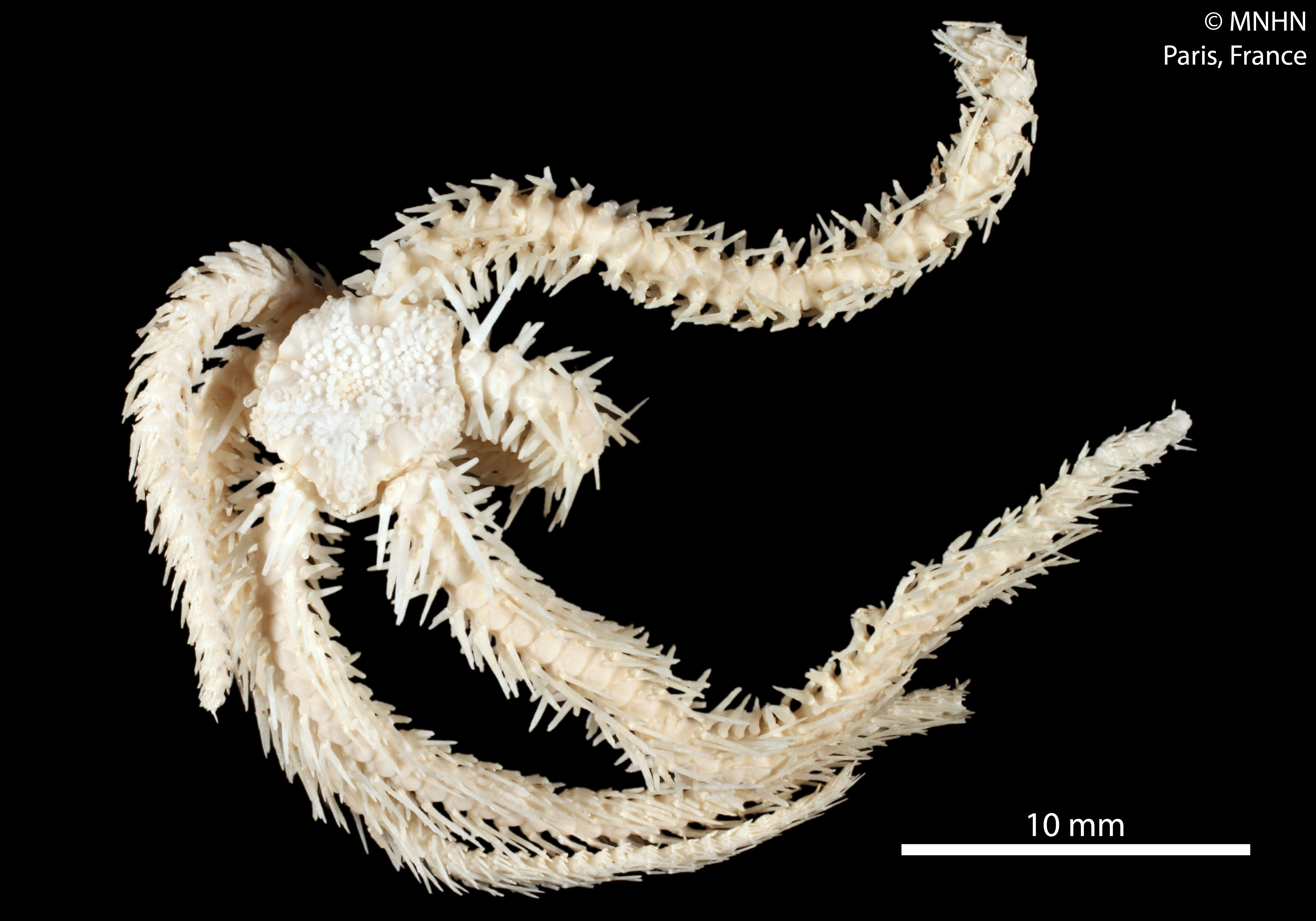
Ophiomitrella mensa (MNHN).
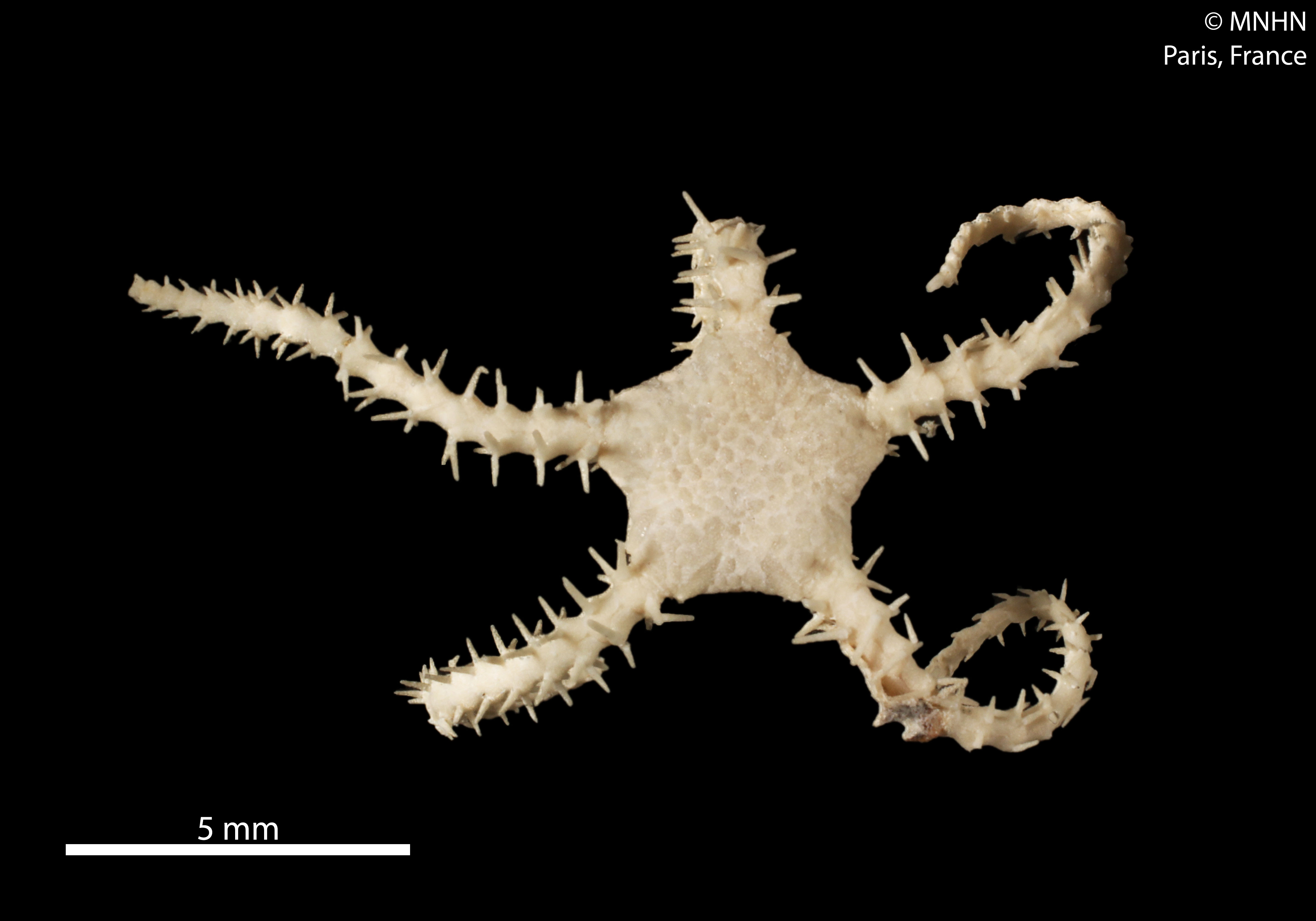
Ophioparva blochi (MNHN).
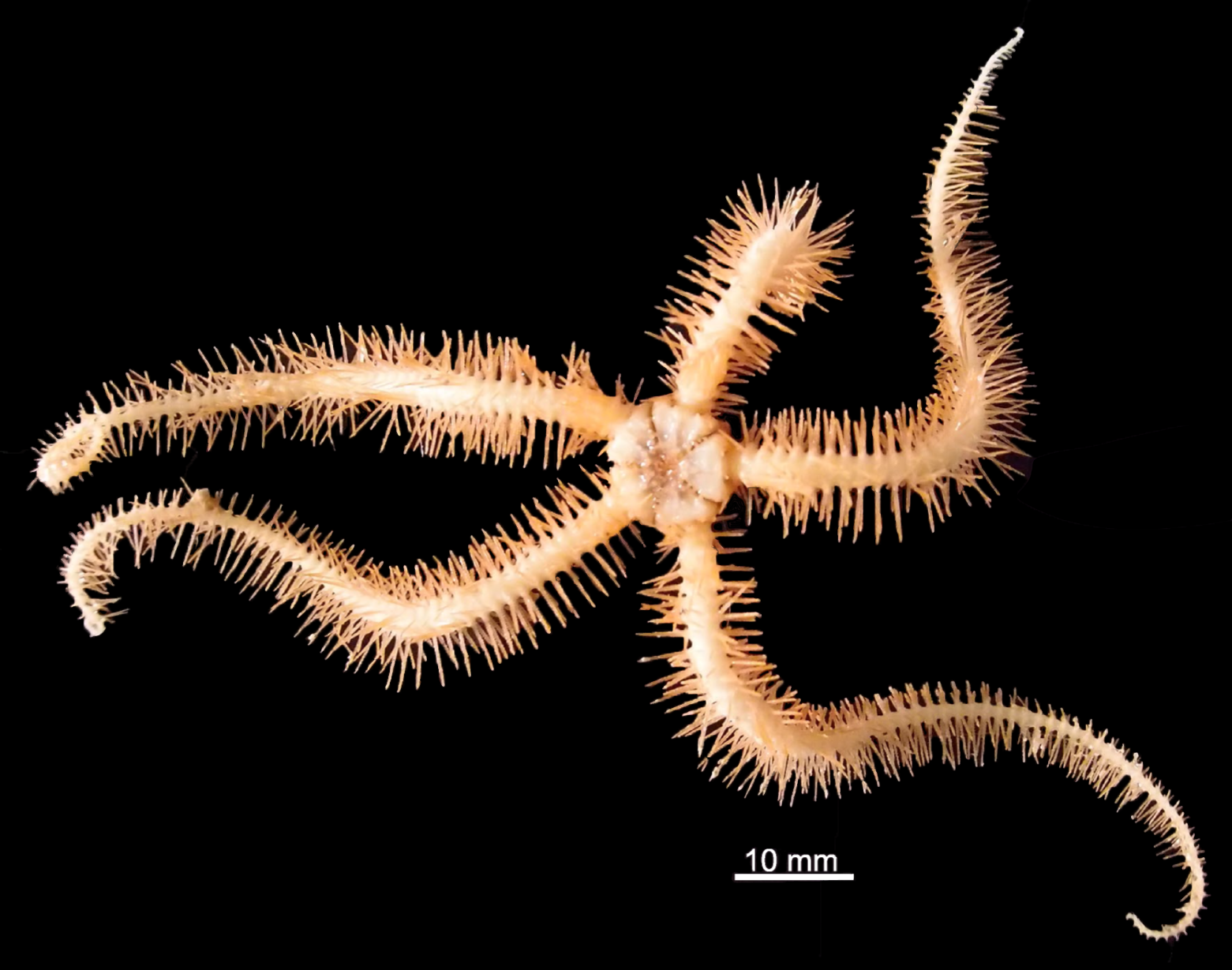
Ophioplinthaca semele.
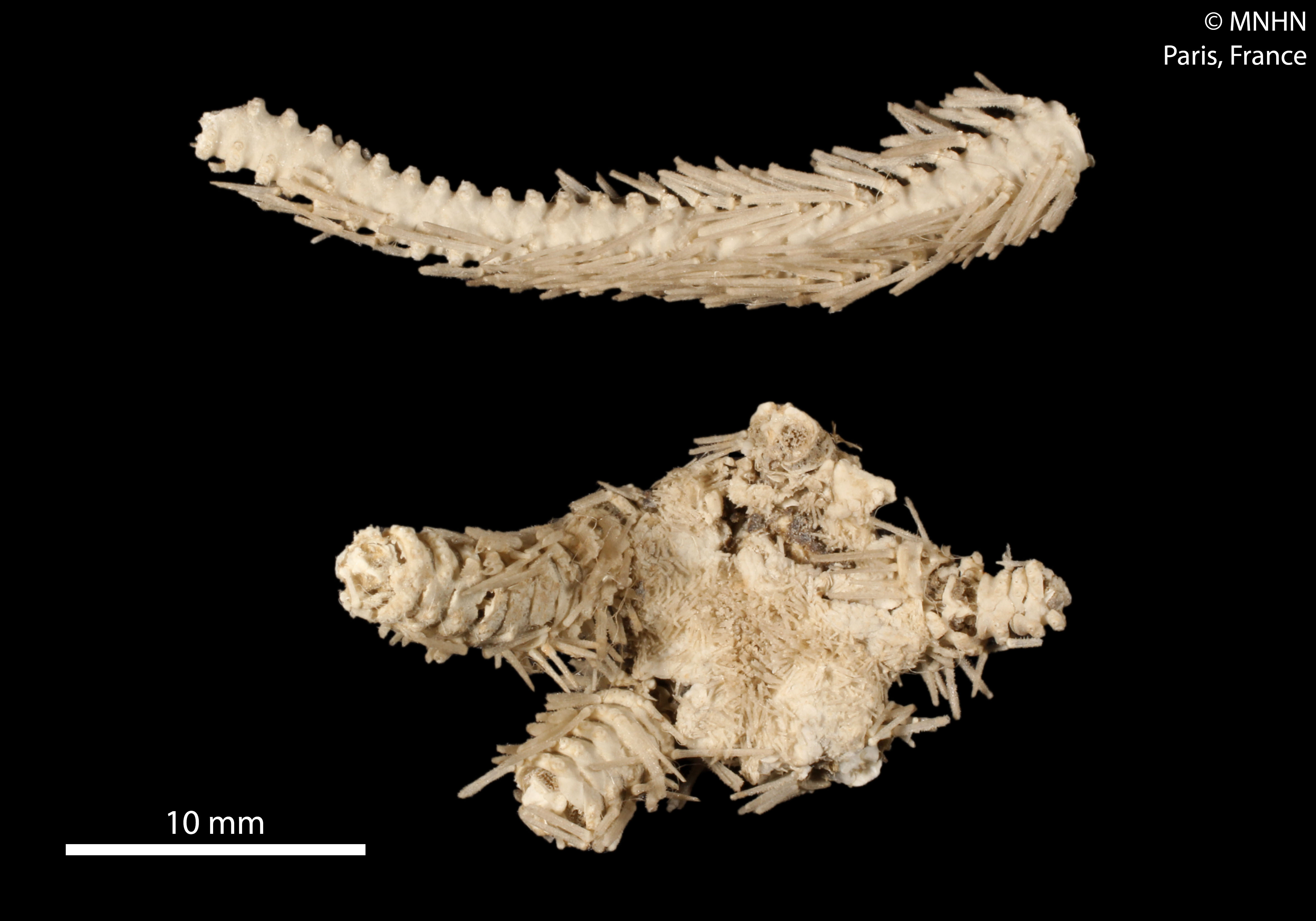
Ophiopristis procera (MNHN).
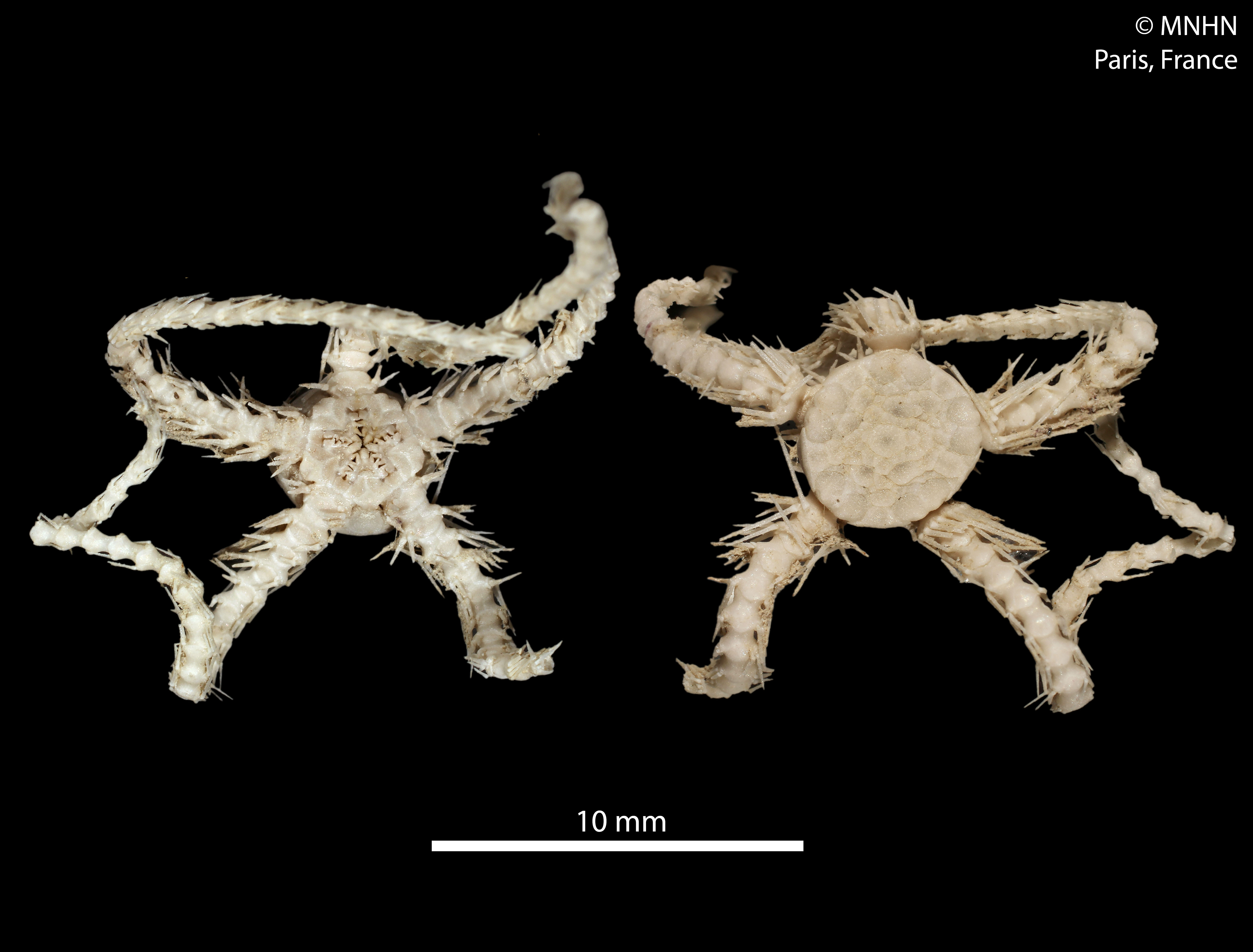
Ophiurothamnus clausa (MNHN).